# Aubrey Beardsley

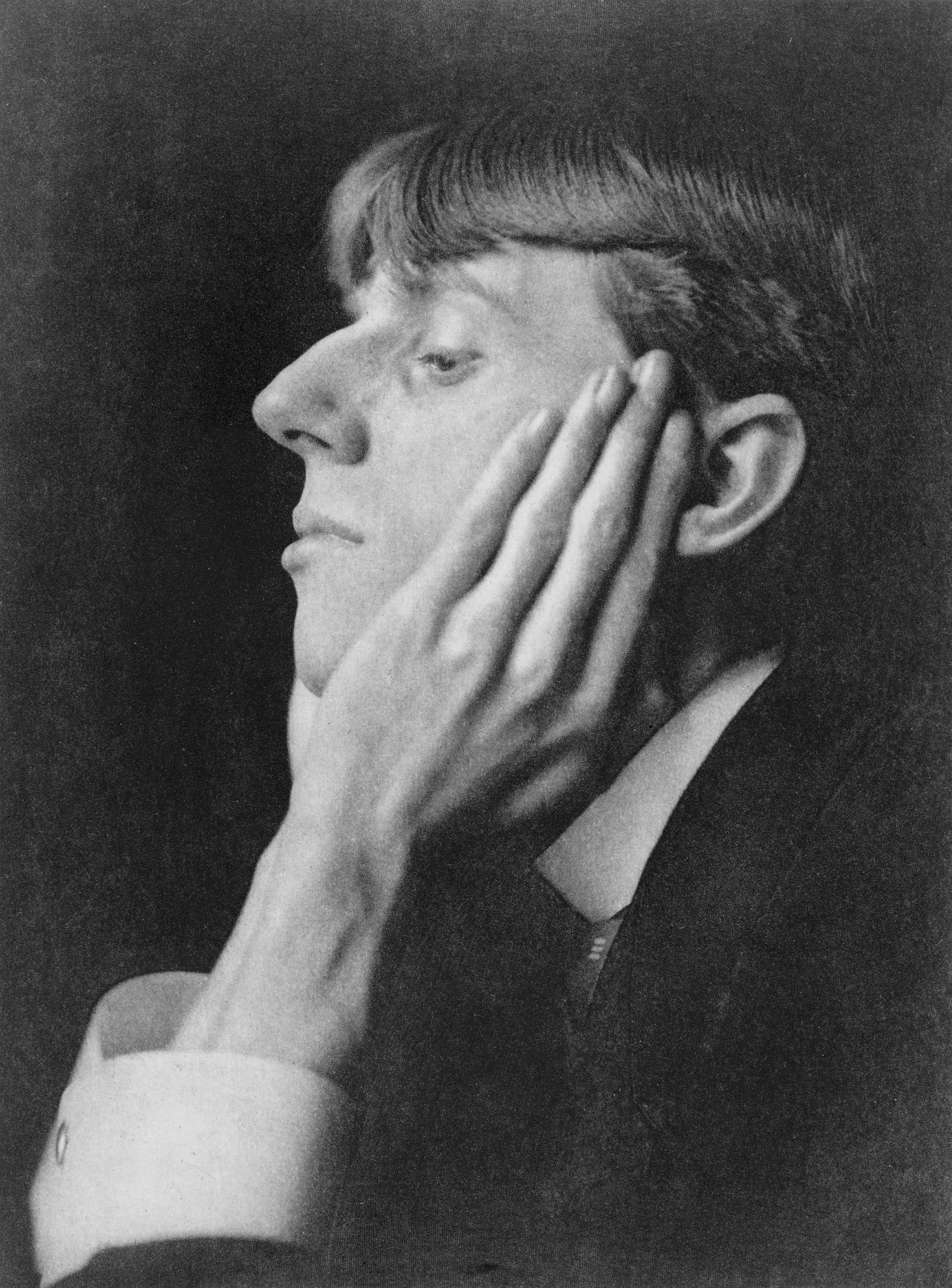
Aubrey Beardsley

Aubrey Vincent Beardsley (n. 21 august 1872, Brighton, Regatul Unit al Marii Britanii și Irlandei – d. 16 martie 1898, Menton, Alpes-Maritimes, Franța) a fost un artist vizual influent englez, fiind cunoscut mai ales ca desenator, ilustrator⁠(d) și grafician.

## Viața și opera

### Yellow Book
Beardsley a fost unul din membrii grupării artistice existente în jurul revistei literare Yellow Book⁠(d), realizând multe ilustrații pentru această revistă. A fost, de asemenea, parte a mișcării artistice a Esteticismului britanic, care la rândul său era răspunsul estetic al mișcărilor artistice a Decadenței⁠(d) și a Simbolismului, generate inițial în Franța.
Multe dintre imaginile sale sunt realizate în peniță, prezentând adesea largi suprafețe dense, intens bogate în linii, închise la culoare, contrastând cu suprafețe goale, similare ca mărime și formă, respectiv suprafețe prezentând detalii fine în contrast cu cele ce nu prezintă nici un fel de detalii.
Aubrey Beardsley a fost probabil cel mai controversat artist grafic al mișcării artistice Art Nouveau, fiind renumit pentru imaginile sale de factură sumbră prezentând scene de erotică grotescă⁠(d), teme explorate în opera sa târzie. Cele mai faimoase ilustrații erotice ale sale se bazează pe teme istorice și mitologice, incluzând ilustrațiile sale la piesa lui Aristofan, Lysistrata⁠(d) și la cea a lui Oscar Wilde, Salomé⁠(d).

### Beardsley și Oscar Wilde
Beardsley a fost un prieten apropiat a lui Oscar Wilde. În această calitate a ilustrat drama sa Salomé, al cărei premieră a avut loc la Paris, în franceză în 1893. Anul următor, piesa a fost jucată și în engleză.
Beardsley a produs multe ilustrații pentru cărți și reviste, așa cum ar fi ediția de lux a cărții Le Morte d'Arthur⁠(d) de Sir Thomas Malory sau reviste precum The Savoy⁠(d) și The Studio.
Aubrey Beardsley a scris, în calitate de scriitor, o povestire erotică, rămasă neterminată, Under the Hill, bazată pe legenda poetului și cavalerului german Tannhäuser⁠(d). El a fost, de asemenea, și un caricaturist, realizând chiar și câteva caricaturi politice asemănătoare ca manieră și ilustrând stilul umorului ireverent al prietenului său, Oscar Wilde.
Opera lui Beardsley, reflectând limpede o decadența⁠(d) specifică unui anumit grup de artiști și al unui anumit timp, a avut un impact enorm asupra simboliștilor francezi, asupra mișcării Poster Art⁠(en)[traduceți] a anilor 1890, asupra artiștilor târzii ai Art Nouveau, Pape, Mucha, Clarke, și chiar și asupra unor artiști ai perioadei Art Deco.

### Un artist al grotescului
Beardsley a fost unul dintre acei artiști care a trăit public viața sa, fiind privit ca un excentric al timpului. El spunea despre el însuși, "Am doar un singur țel - grotescul. Dacă nu sunt grotesc, nu sunt nimic." (conform originalului, "I have one aim — the grotesque. If I am not grotesque I am nothing."). La rândul său, Oscar Wilde afirma că Beardsley avea "fața ca o secure de argint și păr aidoma ierbii verzi." (conform originalului "a face like a silver hatchet, and grass green hair.").
Deși a fost asociat cu grupul de homosexuali din jurul lui Wilde, există foarte multe lucruri în suspensie referitoare la acest subiect. Speculațiile asupra sexualități sale includ și o presupusă relație incestuoasă cu sora sa mai mare, Mabel, care ar fi dus la nașterea prematură a unui copil.

### Deces
În 16 mai 1898, Beardsley a decedat de tuberculoză în Menton, Franța la vârsta de doar 25 de ani.

## Galerie de lucrări

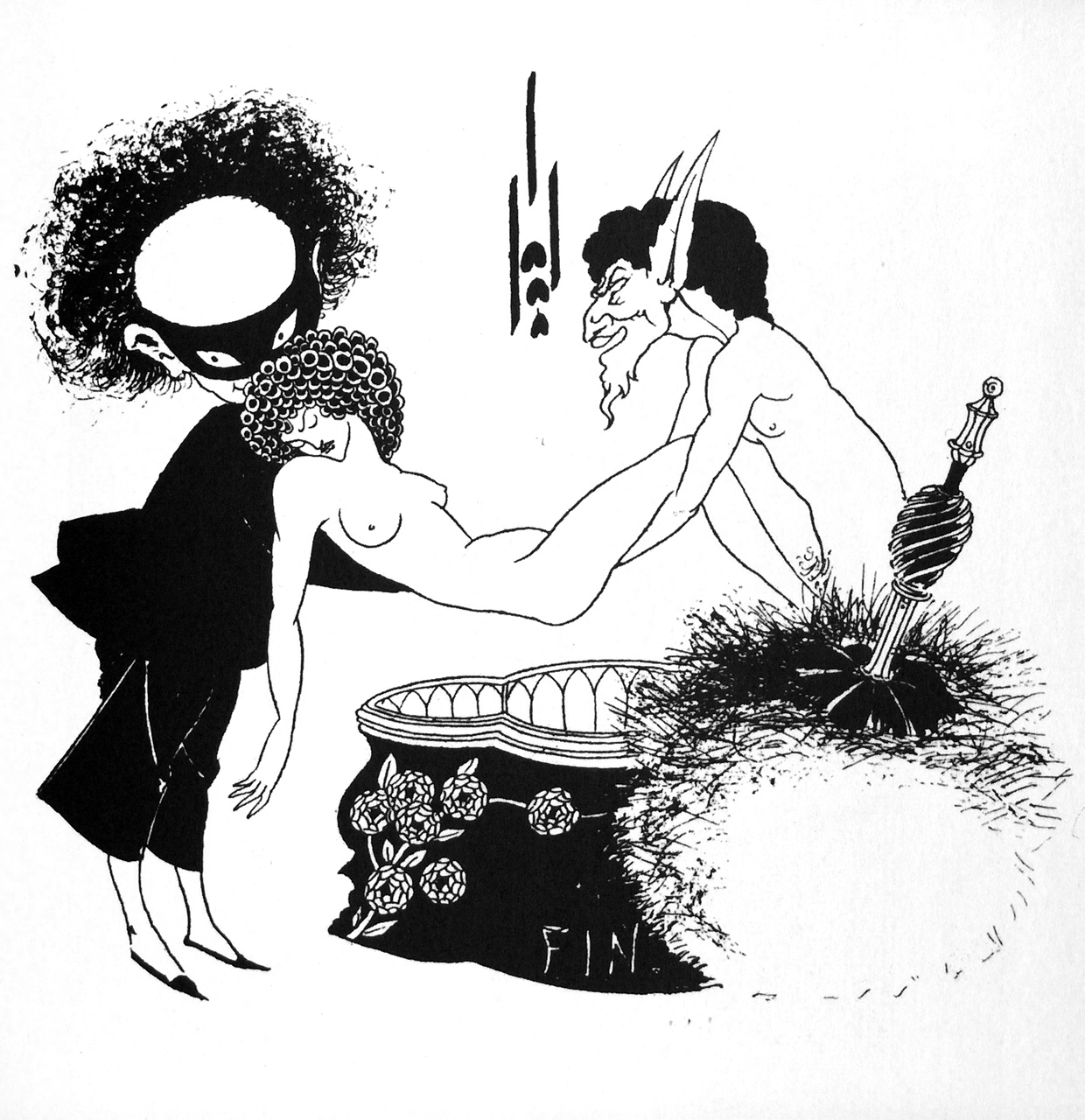
ori Cul de Lampe, ilustrare a Salomé de Oscar Wilde, 1893 – 1894
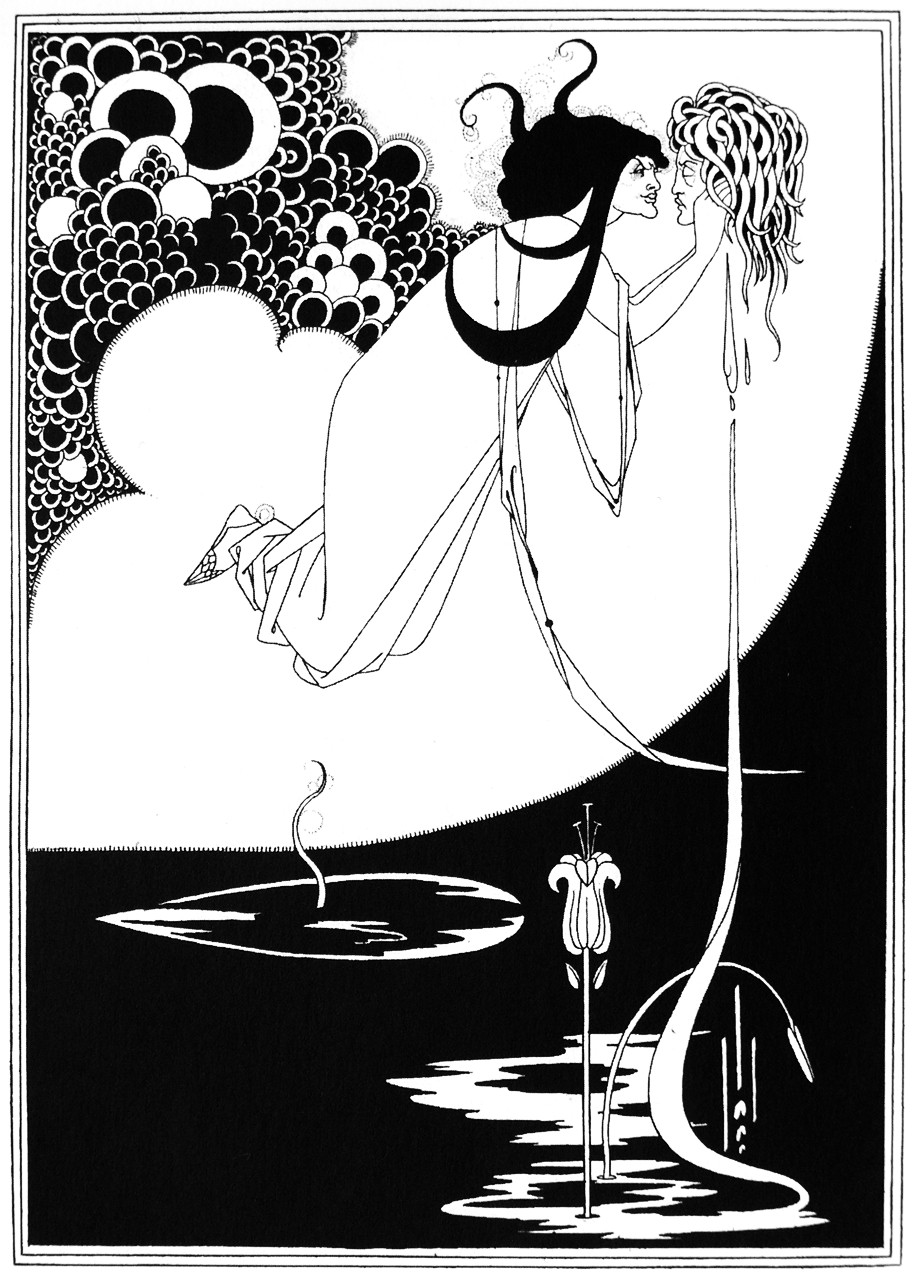
The Climax, ilustrare a aceleiași Salomé, 1893–1894
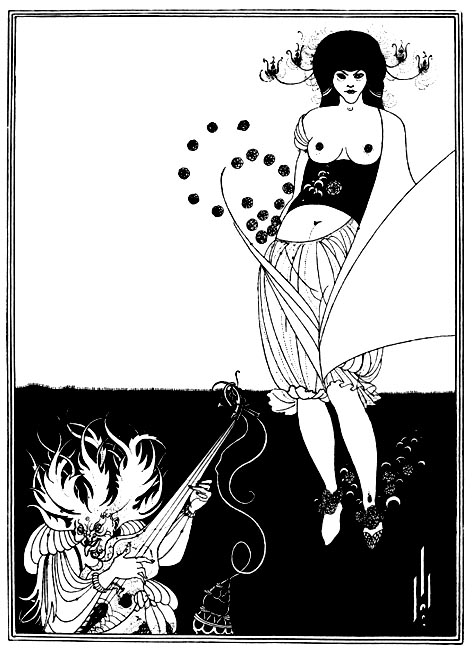
Dansul buricului The Stomach Dance, 1893–1894
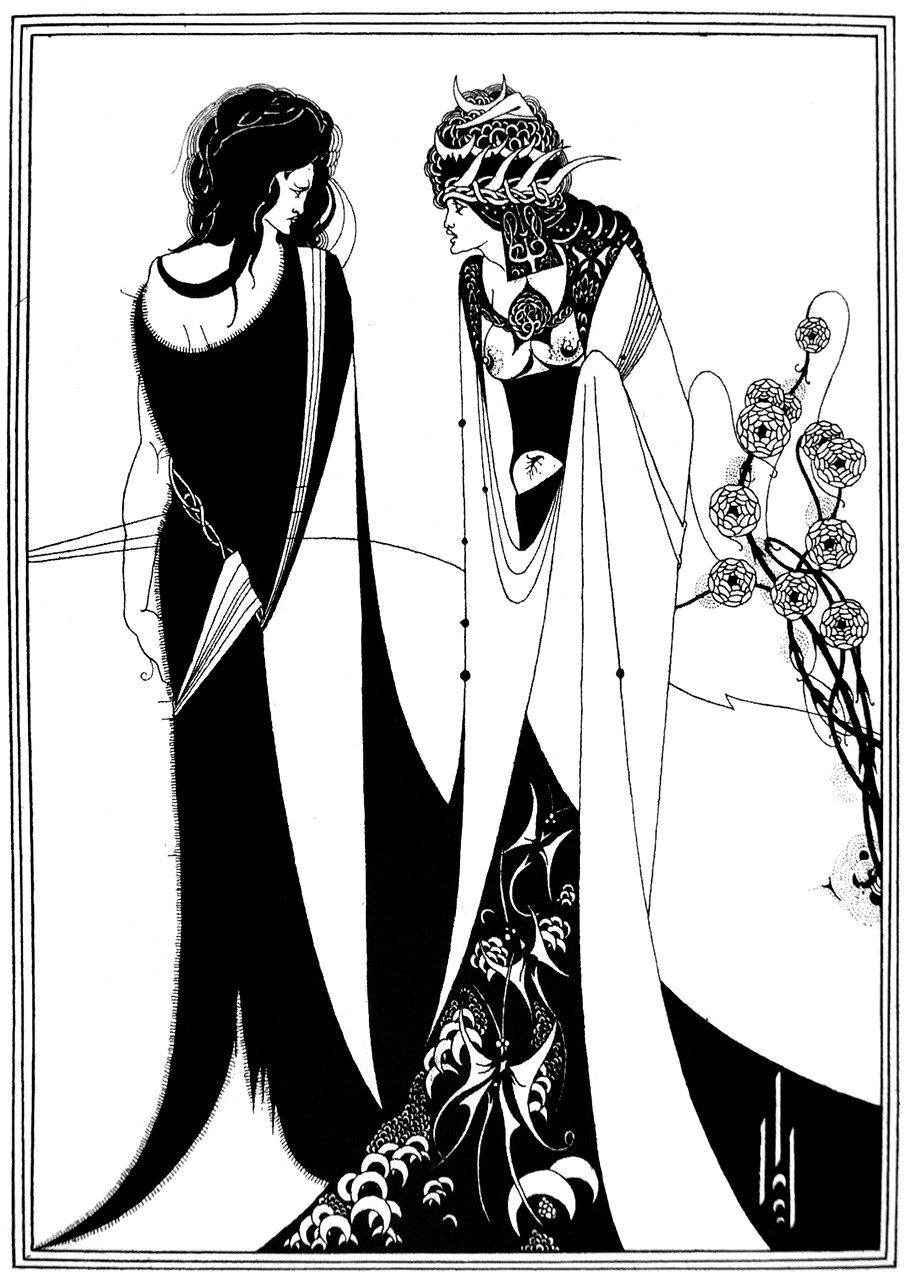
Ioan Botezătorul John the Baptist and Salome, 1893–4 (publicat în 1907)
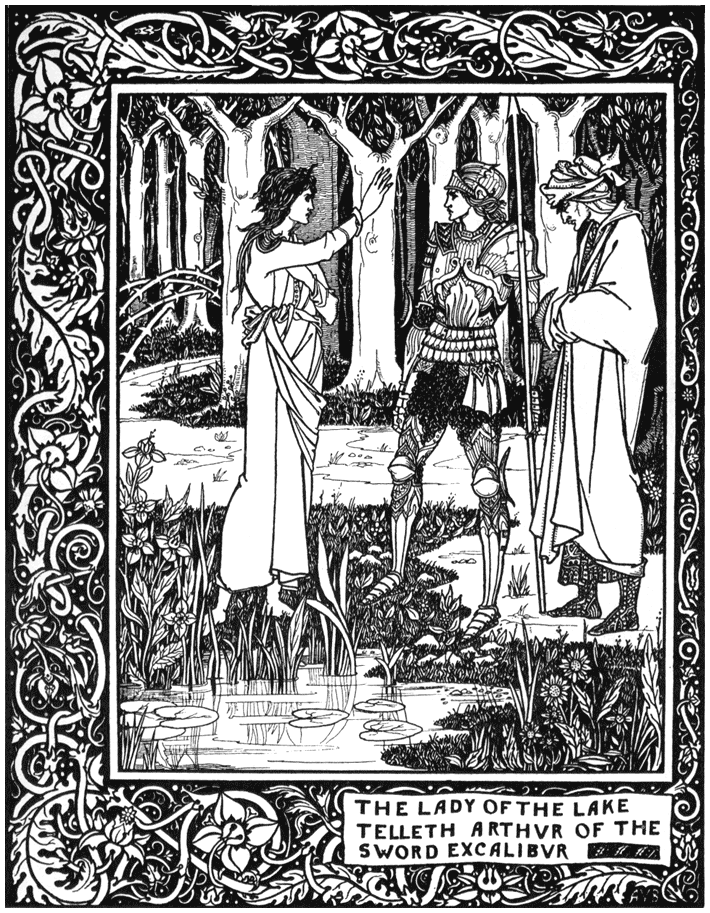
Ilustrații pentru Moartea lui Arthur de Thomas Malory, 1894
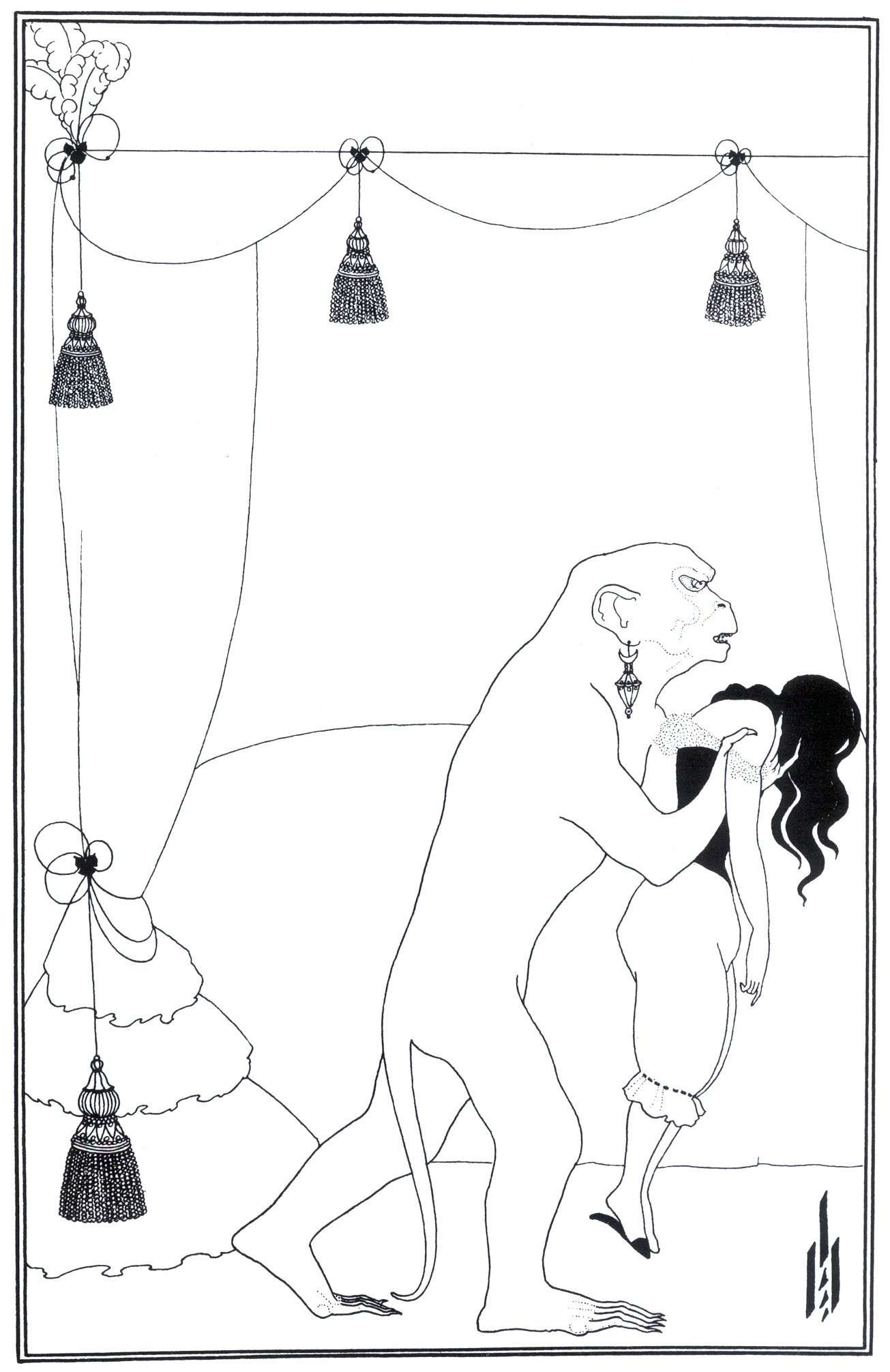
Ilustrații pentru lucrarea lui Edgar Allan Poe The Murders in the Rue Morgue, 1894–1895
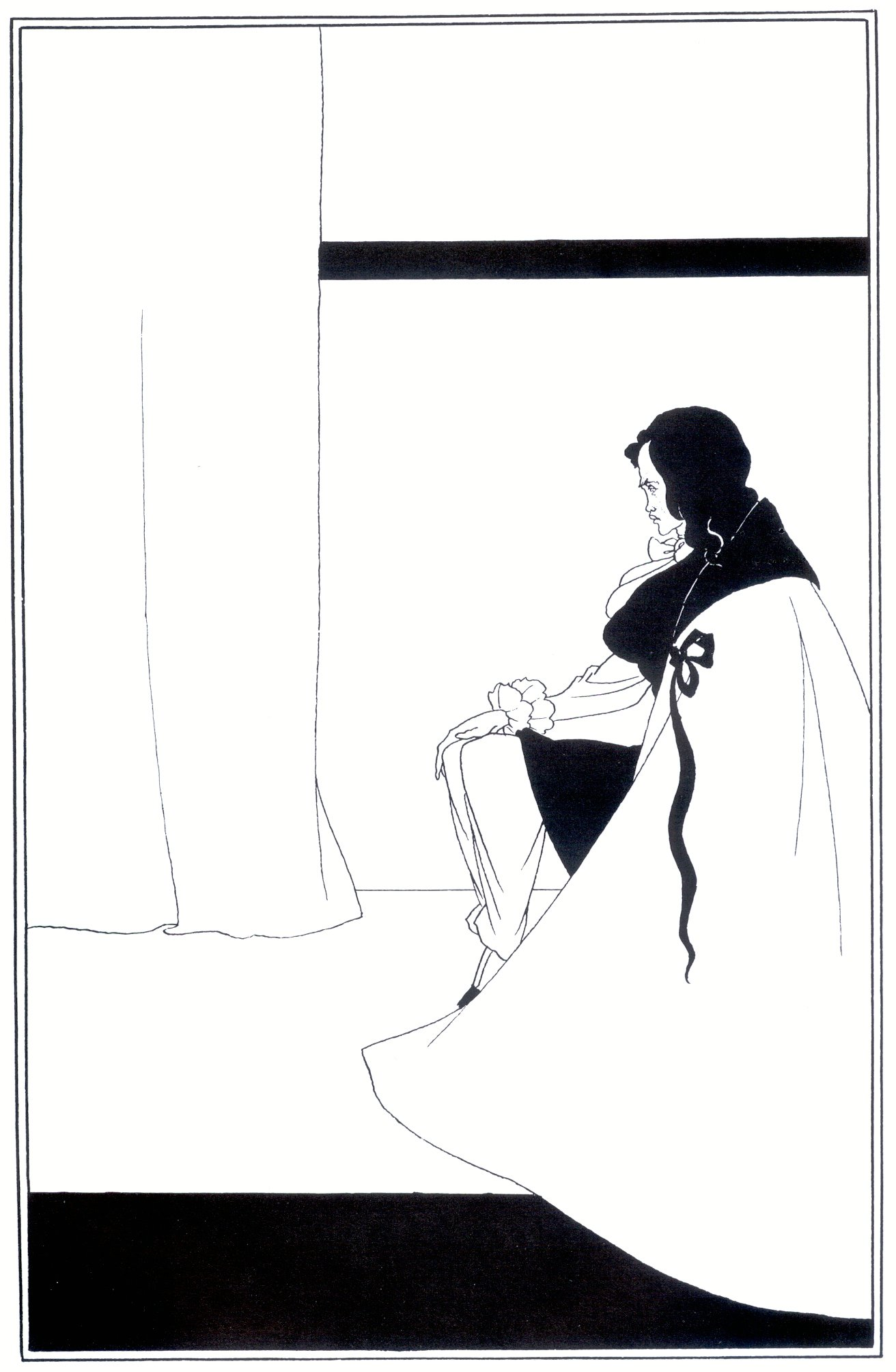
The Fall of the House of Usher, 1894–1895
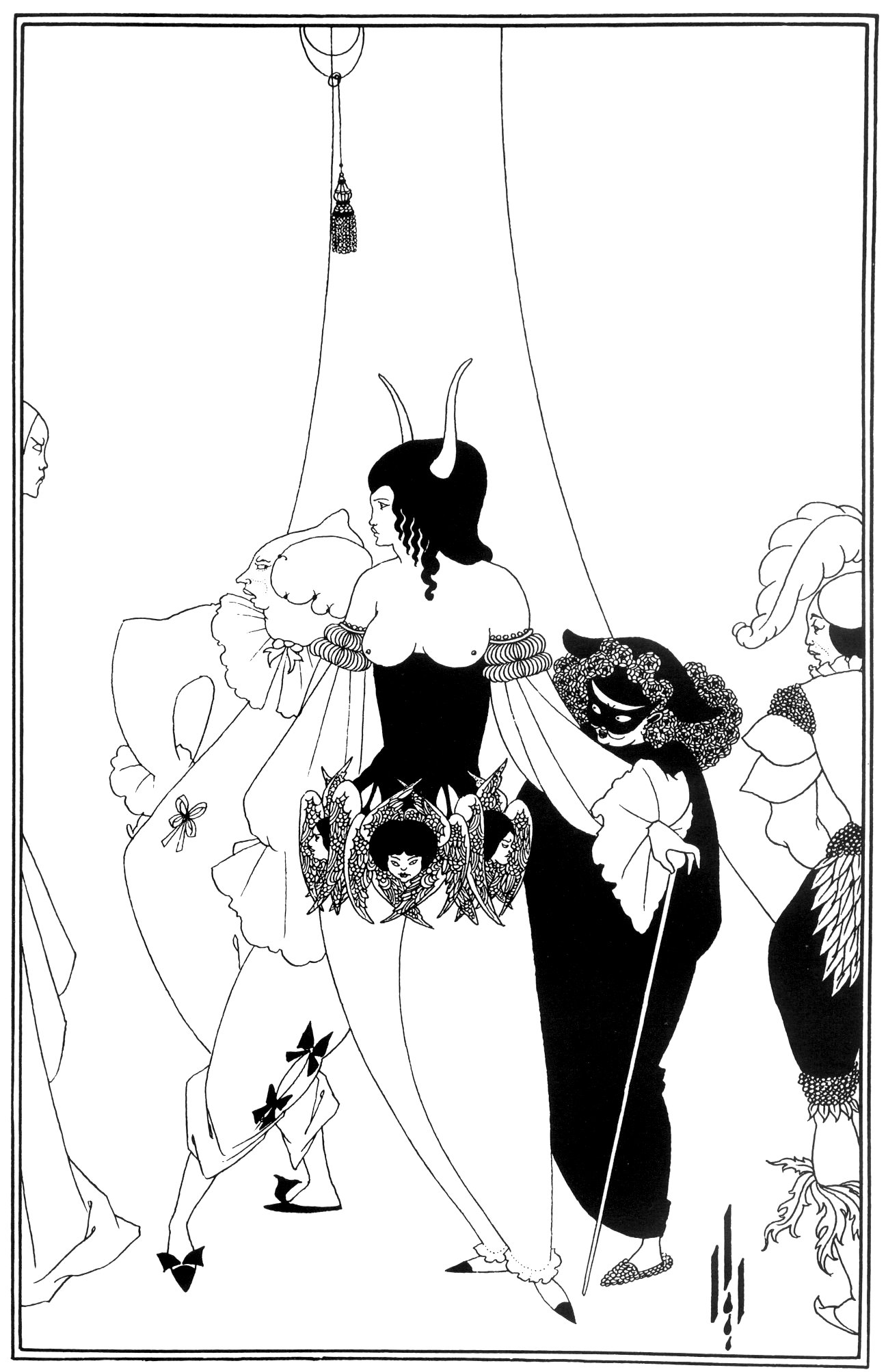
Ilustrații pentru The Masque of the Red Death, 1894–1895
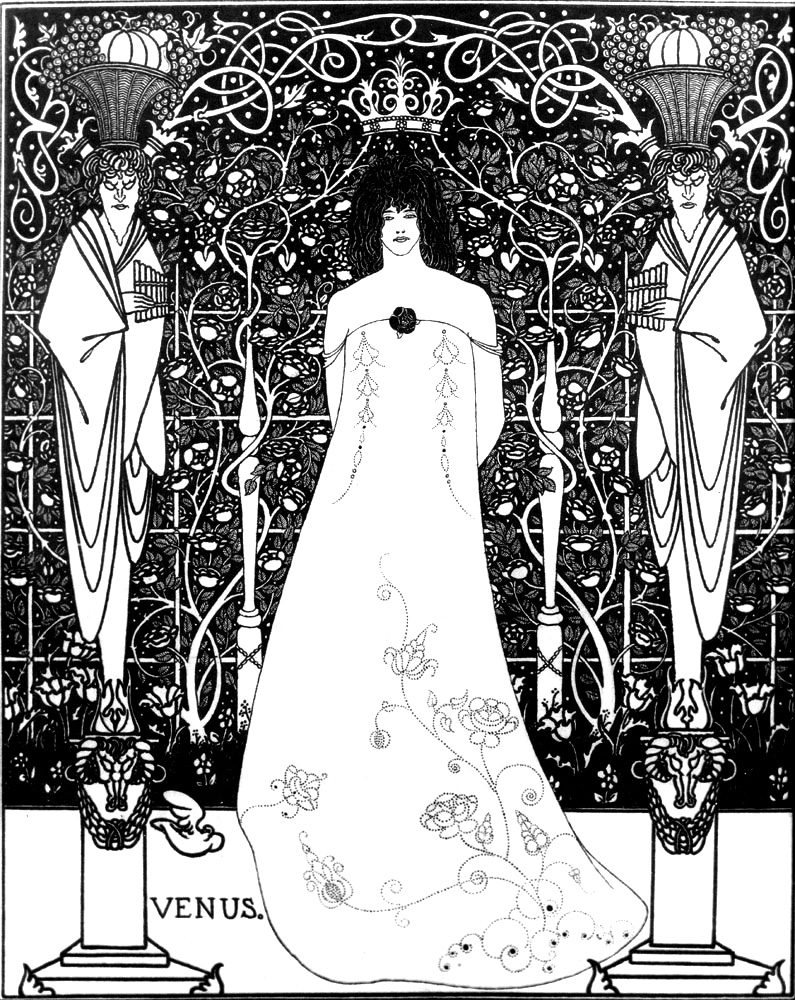
Venus between Terminal Gods, 1895
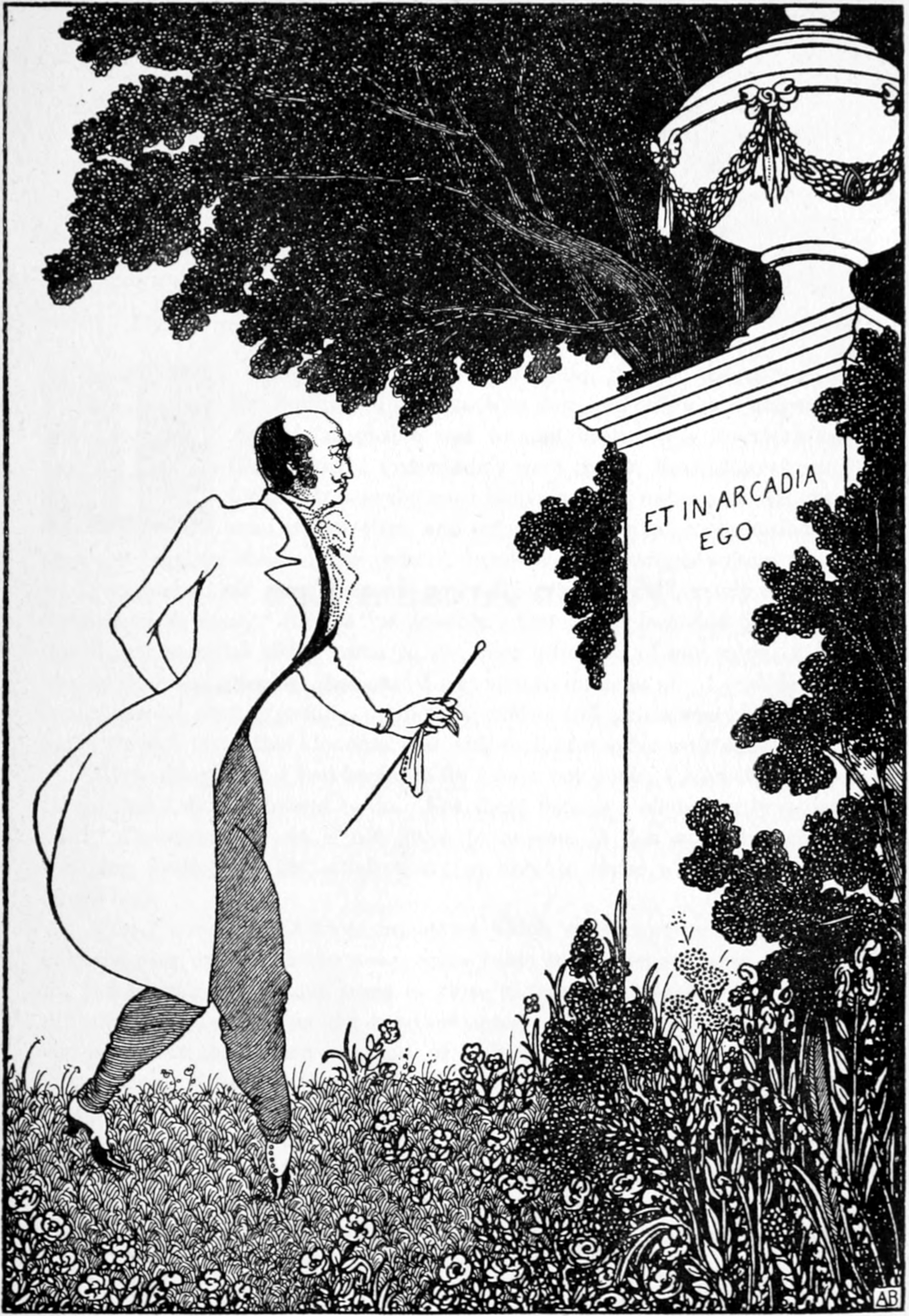
Et in Arcadia Ego, 1896
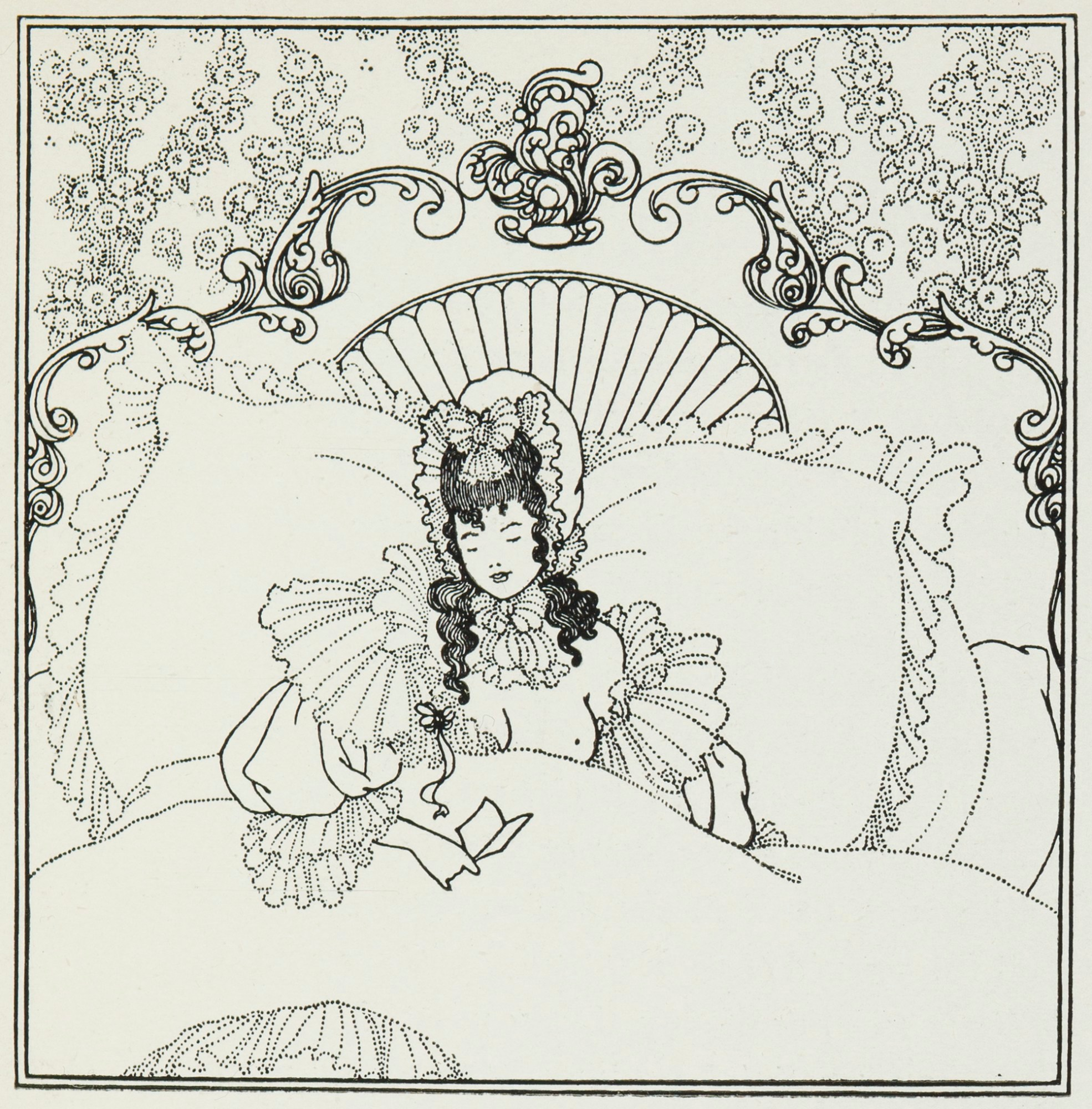
The Billet-doux din The Rape of the Lock de Alexander Pope, 1896
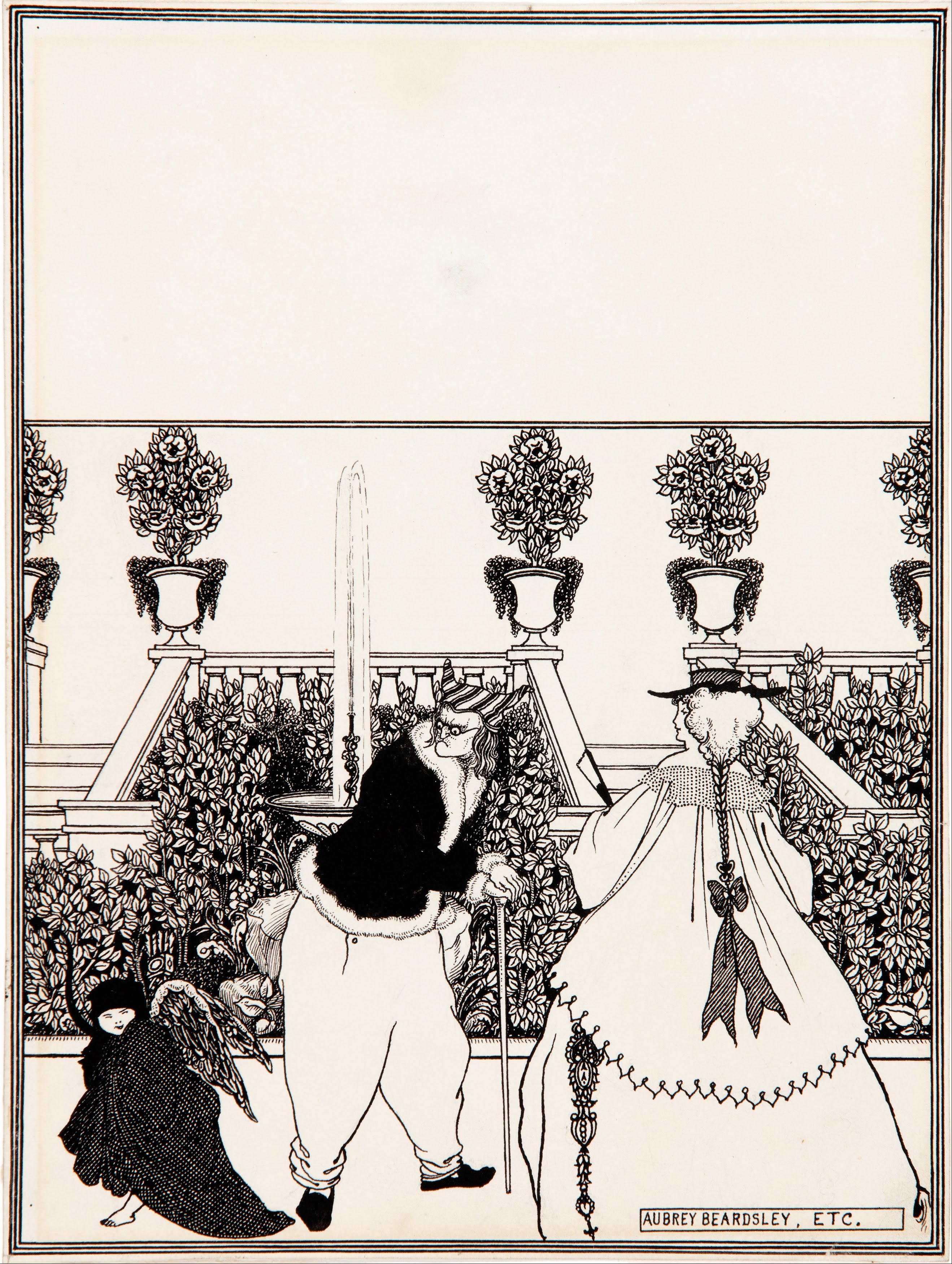
Alungarea lui Cupidon din grădină The driving of Cupid from the garden, desen pregătitor pentru coperta revistei The Savoy (numărul 3, iuie 1896)
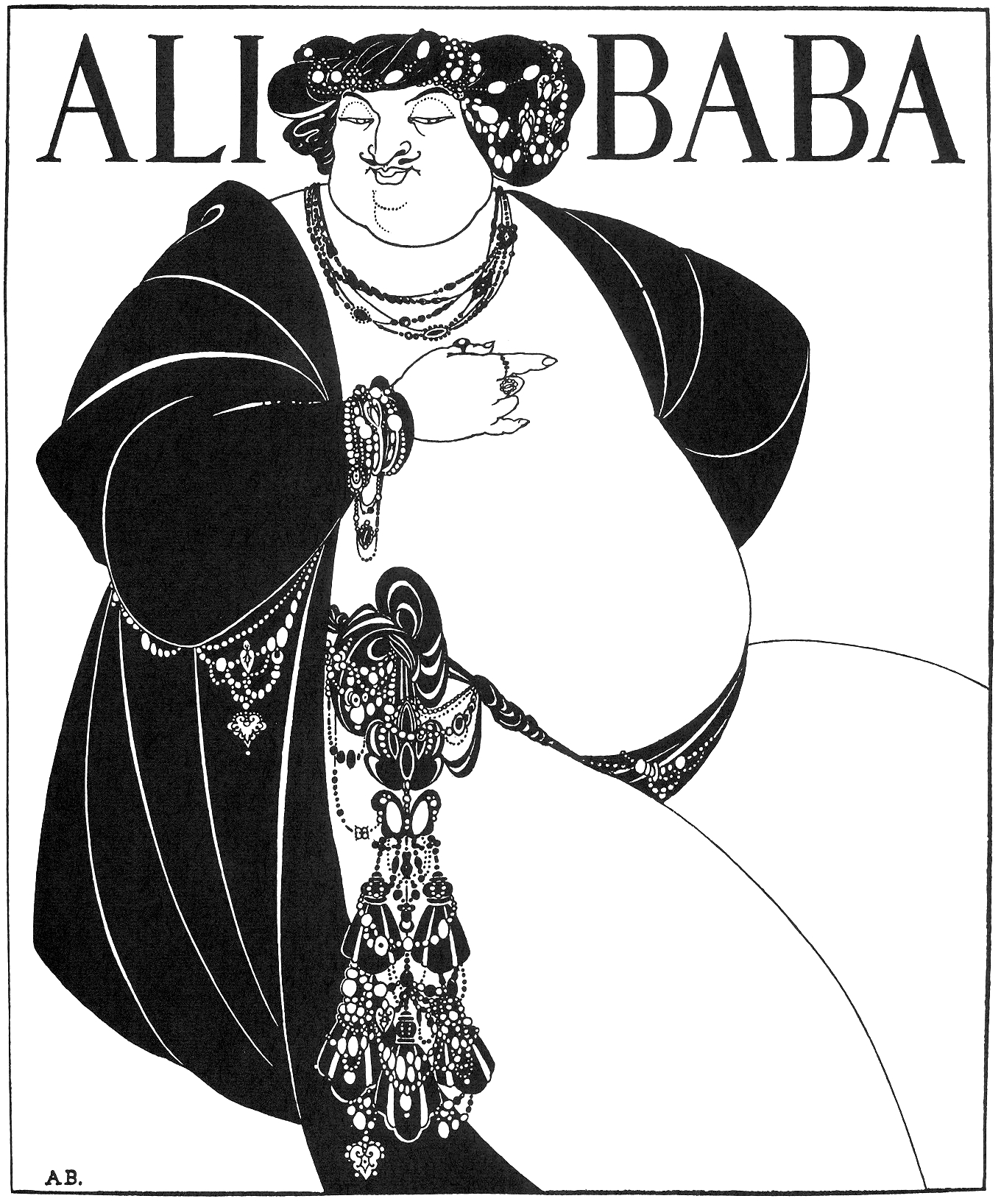
Copertă pentru O mie și una de nopți - One Thousand and One Nights, 1897
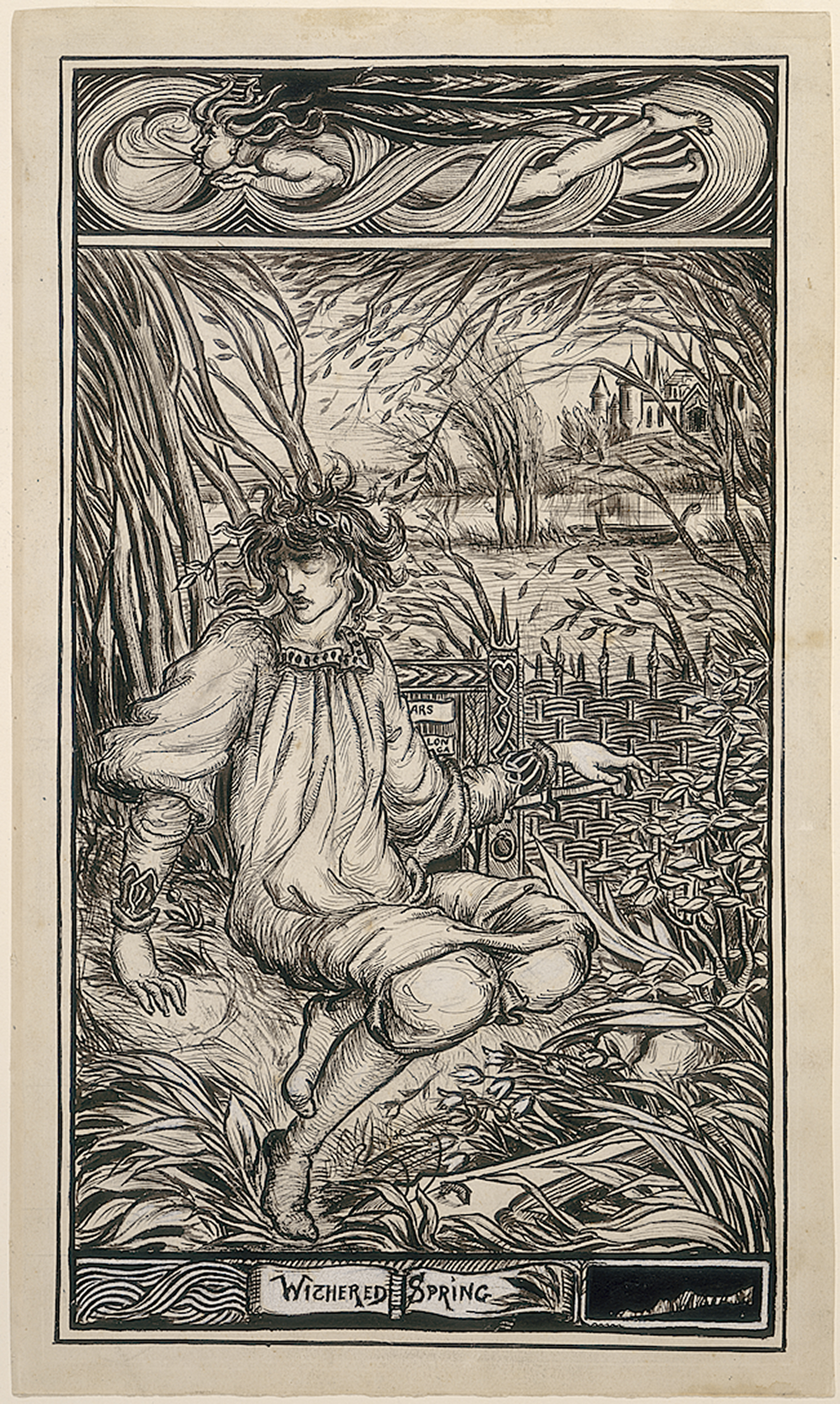
Withered Spring, dată necunoscută, National Gallery of Art

## Legături externe
- Aubrey Beardsley - Art Image Collections Arhivat în 20 martie 2007, la Wayback Machine.
- Le Morte d'Arthur - cu ilustrații de Aubrey Beardsley
- Aubrey Beardsley Illustrations Arhivat în 16 februarie 2007, la Wayback Machine.
- Ragnarok Press Arhivat în 17 martie 2007, la Wayback Machine.
- Under the Hill Arhivat în 21 august 2008, la Wayback Machine., povestirea neterminată a lui Audrey Beardsley
- Despre ultimele zile ale ilustratorului englez Audrey Beardsley Arhivat în 25 iulie 2008, la Wayback Machine.
- Audrey Beardsley Pictorial History